# Заречное (Краснодарский край)
Заречное (ранее Тараканов) — село в Мостовском районе Краснодарского края. Входит в состав Шедокского сельского поселения.

## География
Селение расположено на острове, образованном Малой Лабой и протокой Псебайка, к юго-востоку от села Шедок, от которого отдалено Псебайка. Находится в 23 км к югу от районного центра — посёлка Мостовской и в 220 км к юго-востоку от города Краснодар.

## История
В 1963 году указом Президиума Верховного Совета РСФСР, хутор Тараканов был переименован в село Заречное Лабинского сельского района.

## Население
| 2002 | 2010 |
| ---- | ---- |
| 174  | ↘165 |

## Улицы
На территории села всего две улицы — Пушкина и Степная.